# 絕對狂愛
《Kids In Love》是挪威熱帶浩室製作人、DJ和唱片製作人凱戈發行的第二張錄音室專輯。該專輯收錄8首歌曲，實體版增收前張EP《Stargazing》的4首單曲。索尼音樂於2016年5月13日發行了該專輯。該專輯的混音版於2018年2月14日發行。

## 曲目

### 基本曲目
1. Never Let You Go (ft. 約翰·紐曼)
2. Sunrise (ft. 傑森·沃克（英语：Jason Walker (musician)）)
3. Riding Shotgun (與奧利佛·尼爾森，ft. 邦尼·麥基)
4. Stranger Things (ft.共和世代)
5. With You (ft. 拉貝爾（英语：Wrabel）)
6. Kids In Love (ft. The Night Game)
7. Permanent (ft. Jhart（英语：James Abrahart）)
8. I See You (ft. 比利·拉富爾)

### 實體版增收曲目
1. Stargazing (ft. Justin Jesso)
2. It Ain’t Me (與席琳娜·戈梅茲)
3. First Time (與艾麗·高登)
4. This Town (ft. 莎夏·斯隆)

### 重新發佈新增曲目
1. Remind Me to Forget (ft. Miguel（英语：Miguel (singer)）)

## 混音版專輯
此專輯的混音版於2018年2月14日發布，此張混音專輯是凱戈的首張混音專輯，共收錄9首曲目。
- 曲目列表

1. This Town (ft. 莎夏·斯隆與古馳·馬恩)(古馳·馬恩混音)
2. Never Let You Go (ft. 約翰·紐曼)(Jack Wins混音)
3. Never Let You Go (ft. 約翰·紐曼)(原聲版)
4. Riding Shotgun (與奧利佛·尼爾森，ft. 邦尼·麥基)(Ryan Riback混音)
5. Stranger Things (ft.共和世代)(艾倫·沃克混音)
6. Kids In Love (ft. The Night Game)(The Him混音)
7. Kids In Love (ft. The Night Game)(Alok混音)
8. Kids In Love (ft. The Night Game)(原聲版)
9. Permanent (ft.Jhart（英语：James Abrahart）)(Sam Feldt混音)

## 榜單

### 週榜
- 澳洲唱片業協會榜（ARIA）：第42名
- Ultratop法蘭德斯榜：第68名
- Ultratop瓦隆榜：第68名
- 加拿大專輯榜：第25名
- 荷蘭百大專輯榜（英语：Dutch Album Top 100）：第22名
- 芬蘭專輯榜：第14名
- 法國專輯榜（SNEP）：第69名
- 德國專輯榜：第91名
- 愛爾蘭專輯榜（OCC）：第27名
- 義大利專輯榜（FIMI）：第76名
- Oricon日本專輯榜：第51名
- 紐西蘭專輯榜（RMNZ）：第39名
- 世界之路榜單專輯榜（VG-lista）：第3名
- 蘇格蘭專輯榜（OCC）：第87名
- Gaon音樂榜：第95名
- 西班牙音樂製作協會專輯榜（PROMUSICAE）：第22名
- 瑞典最熱榜60強專輯榜：第3名
- 瑞士熱門音樂榜百強專輯榜：第34名
- 英國專輯榜：第35名
- 美國告示牌二百大專輯榜：第73名
- 告示牌電子音樂/舞曲專輯榜：第1名

### 年終榜

#### 2018年
- 法國專輯榜（SNEP）：107名
- 瑞典最熱榜60強專輯榜：第11名
- 告示牌電子音樂/舞曲專輯榜：第6名

#### 2019年
- 告示牌電子音樂/舞曲專輯榜：第23名

## 銷量認證
- 加拿大音樂協會黃金認證：銷出40,000份以上
- 法國唱片出版業公會（SNEP）黃金認證：50,000份以上
- 荷蘭音像製品製作與進口協會（NVPI）白金認證：銷出40,000份以上
- ZPAV波蘭白金認證：銷出20,000份以上
- 國際唱片業協會瑞士白金認證：銷出20,000份以上
- 英國唱片業協會（BPI）銀認證：銷出60,000份以上

## 外部連結
- Spotify上的「Kids In Love （页面存档备份，存于）」專輯
- Apple Music上的「Kids In Love （页面存档备份，存于）」專輯
- YouTube Music上的「Kids In Love （页面存档备份，存于）」專輯
- 凱戈的官方網站 （页面存档备份，存于）